# マービン・ミムズ
マービン・D・ミムズ・ジュニア（Marvin D. Mims Jr., 2002年3月19日 - ）は、アメリカ合衆国テキサス州フリスコ出身のプロアメリカンフットボール選手。NFLのデンバー・ブロンコスに所属している。ポジションはワイドレシーバーまたはリターンスペシャリスト。

## 経歴

### カレッジ
高校卒業後はスタンフォード大学へ進学予定だったが、これを撤回してオクラホマ大学へ進学した。
1年目の2020年シーズンは、オクラホマ大学の1年生記録となる610レシーブ獲得ヤードを記録した。
2022年シーズンは1,083レシーブ獲得ヤード、6つのレシービングTDを記録し、オールビッグ12ファーストチームに選出された。シーズン終了後、2023年のNFLドラフトにアーリーエントリーした。

### デンバー・ブロンコス
| 5 ft 10+7⁄8 in (180 cm)     | 183 lb (83 kg) | 31+5⁄8 in (80 cm) | 9 in (23 cm) | 4.38 s | 1.55 s | 2.51 s | 6.90 s | 39.5 in (100 cm) | 10 ft 9 in (3.28 m) |
| All values from NFL Combine |                |                   |              |        |        |        |        |                  |                     |

ドラフト全体63位でデンバー・ブロンコスから指名され、その後ルーキー契約を結んだ。